# 納沃伊州
納沃伊州（烏茲別克語：Navoiy Viloyati）是烏茲別克十二個州份之一。它涵蓋110,800平方公里，有人口767,500。納沃伊州下轄8個縣，首府設於納沃伊市。

## 地理位置
納沃伊州位於烏茲別克北部，並與以下州份或國家相連（從北開始逆時針）：哈薩克斯坦共和國、卡拉卡爾帕克斯坦自治共和國、布哈拉州、卡什卡達里亞州和撒馬爾罕州。境內大部份地區為沙漠，公路全長4,500公里。

## 經濟
納沃伊州蘊藏著豐富的天然氣和珍貴金屬資源；這造就了採礦業以及化工等的逢勃發展。其中，位於納沃伊和澤拉夫尚的礦場是重要黃金生產地。此外，納沃伊州也有農業及食物生產工廠。全境有百分之九十的地都是農業用地。1997年，納沃伊州的對外貿易額有4.97億美元。